# Guy von Lescar
Guy de Lons († 1141), auch bekannt als Gui oder Guido de Loth, war von 1115 bis 1141 Bischof von Lescar. Er unternahm vier ausgedehnte Reisen nach Spanien, davon drei als päpstlicher Legat (1119, 1121 und 1138). Im Jahr 1120 begann er mit dem Bau der heute noch erhaltenen Kathedrale von Lescar.
Bei seinem ersten Besuch als päpstlicher Legat war Guy de Lons an der Gründung der Bruderschaft von Belchite durch den navarro-aragonesischen König Alfons I. beteiligt. Im Jahr 1134 nahm Guy an der Seite von Alfons’ Truppen an der Schlacht von Fraga teil, wo er von den Almoraviden gefangen genommen und in Valencia inhaftiert wurde.
Laut der zeitgenössischen Chronica Adefonsi imperatoris musste Guy 3.000 Maravedís zahlen, um sich freizukaufen. Nach einer anderen Quelle, William von Malmesbury, wurde er dagegen durch die wundersame Fürsprache der Jungfrau Maria und der heiligen Anna, zu denen er gebetet hatte, befreit. Dies gilt als eine frühe Verbindung zwischen Marienverehrung und der Reconquista.
Am 9. Oktober 1138 bestätigte Guy de Lons, erneut in seiner Funktion als päpstlicher Legat, noch vor dem zuständigen Erzbischof Diego Gelmírez die Gründung eines Nonnenklosters in Genroso durch den Adligen Bermudo Pérez de Traba.

„Ich, Guy, Bischof der Kirche von Lescar, preise und bestätige diese oben geschriebene Urkunde zur Ehre Gottes und der Heiligen Jungfrau und zum ewigen Unterhalt der anderen Diener Gottes, und als Legat Roms mache ich dieses Zeichen Unterschrift folgt.“

Im Rahmen derselben Legationsreise überbrachte Guy auch eine Einladung an Diego Gelmírez zur Teilnahme am Zweiten Laterankonzil 1139. Die zeitgenössische Historia compostellana, eine Chronik über das Episkopat Diegos, schildert Guy als Verbündeten des Erzbischofs in dessen Auseinandersetzungen mit den weltlichen Mächten Spaniens.